# Bombus pseudobaicalensis
Bombus pseudobaicalensis là một loài Hymenoptera trong họ Apidae. Loài này được Vogt mô tả khoa học năm 1911.